# Джефф Маллінс (баскетболіст)
Джефф Маллінс (англ. Jeff Mullins, 18 березня 1942) — американський баскетболіст.
Олімпійський чемпіон 1964 року.